# ТЕС Монарчак
23°26′16″ пн. ш. 91°16′27″ сх. д. / 23.43778° пн. ш. 91.27417° сх. д.
ТЕС Монарчак – електростанція на північному сході Індії у штаті Тріпура. Також відома як Tripura Gas Based Power Plant.
У 2015 році на майданчику станції стала до ладу газова турбіна потужністю 65,4 МВт. Пвний час вона працювала у відкритому циклі, проте в 2017-му була доповнена котлом-утилізатором та паровою турбіною з показником 35,6 МВт, що дозволило створити парогазовий блок комбінованого циклу потужністю 101 МВт.
ТЕС спорудили з розрахунку на використання природного газу, який надходить по перемичці довжиною 10,5 км з діаметром 250 мм від родовища Сонамура.
Для охолодження використовують воду із річки Гоматі.
Видача продукції відбувається по ЛЕП, розрахованим на роботу під напругою 132 кВ.